# Karl Manger von Kirchsberg
Karl Andreas Manger von Kirchsberg (německy Carl Andreas Manger Edler von Kirchsberg) (20. října 1808 Konatsie – 16. června 1897 Štýrský Hradec) byl rakouský generál. Od mládí sloužil v armádě a zúčastnil se několika válečných tažení. Dosáhl hodnosti generálmajora (1865) a v závěru kariéry byl velitelem brigády ve Štýrském Hradci. 

## Biografie
Pocházel z rodiny s vojenskou tradicí původem z Irska, byl druhorozeným synem plukovníka Franze Mangera (1778–1836). Od mládí sloužil v armádě, začínal jako praporčík u 21. pěšího pluku v Itálii, kde byl v roce 1835 povýšen na poručíka, později byl v hodnosti majora důstojníkem generálního štábu ve Vídni a velitelem vojenských komunikací. U 21. pluku byl povýšen na kapitána (1845). a v revolučních letech 1848–1849 se zúčastnil bojů v Itálii. Poté se vrátil ke službě u 21. pluku a získal hodnost majora. V roce 1857 získal hodnost plukovníka a stal se velitelem 43. pěšího pluku ve Vršaci, kde strávil osm let (1857–1865).
K datu 28. ledna 1865 byl povýšen do hodnosti generálmajora a stal se velitelem brigády v Bjelovaru. Ve válce s Itálií (1866) byl velitelem brigády v rámci 9. armádního sboru a zúčastnil se bitvy u Custozzy. Po válce byl velitelem brigády u 6. divize ve Štýrském Hradci. K datu 1. září 1868 byl penzionován. Po odchodu na penzi žil ve Štýrském Hradci na adrese Rechbauestrasse 49, ve Štýrsku se také angažoval jako čestný člen různých spolků.

## Tituly a ocenění
Rodině od roku 1810 náležel šlechtický titul s predikátem Edler von Kirchsberg. Karl byl za zásluhy nositelem rytířského kříže Leopoldova řádu a Řádu železné koruny III. třídy. Za účast ve válkách v Itálii získal komandérský kříž papežského Řádu sv. Řehoře Velikého a Řádu sv. Silvestra.

## Rodina
Během služby v Bjelovaru se v roce 1865 oženil s Annou Salome Reschovou, manželství zůstalo bezdětné.
Karl měl tři bratry, kteří také sloužili v armádě. Nejstarší Franz Josef byl v hodnosti majora dlouholetým městským velitelem v Zadaru. Mladší bratr Julius (1817–1887) dosáhl hodnosti polního podmaršála a nejmladší Alexander (1818–1852) byl kapitánem u 58. pěšího pluku. Jejich sestra Rosalie (1812–1888) byla manželkou polního podmaršála Franze Froschmayera von Scheibenhof (1810–1888).